# Montebenichi
Montebenichi è una frazione del comune di Bucine, in provincia di Arezzo.

## Geografia fisica
Montebenichi è situato su di una collina del Chianti aretino, che domina la Valdambra, nel comune di Bucine al confine coi comuni di Gaiole in Chianti e Castelnuovo Berardenga della provincia di Siena. Antico borgo ben conservato, è posto ad un'altitudine di circa 500 metri s.l.m. con vista che spazia sulle crete senesi fino ad oltre Monte Amiata a sud, a Cortona ad est e a Siena ed oltre ad ovest

## Storia
Si suppone che all'origine vi fosse un insediamento longobardo, come starebbe a dimostrare il rinvenimento in zona di un sarcofago di epoca longobarda ora conservato nel museo paleontologico di Montevarchi. La prima testimonianza documentaria risale all'VIII secolo e riguarda la pieve di Santa Maria in Altaserra che si incontra 500 metri prima del borgo di Montebenichi, sorta su un preesistente sito cimiteriale verosimilmente etrusco.
In origine Montebenichi era una fortezza costruita nella prima metà del XII secolo. Agli inizi del secolo successivo è segnalata la sua esistenza come punto fortificato nel lodo con cui il podestà di Poggibonsi il 4 giugno 1203 fissò i confini tra la repubblica di Siena e quella di Firenze. Montebenichi e la Valdambra rappresentarono per più secoli terra di scontro e di conquista con fasi alterne da parte di Firenze e Siena. Nel 1478 Giovanni della Rovere, prefetto di Roma e nipote del papa Sisto IV, in guerra contro Firenze cingeva d'assedio il castello di Brolio. Per la necessità di procurarsi vettovaglie mise a ferro e fuoco la fortezza di Montebenichi, che conquistò nonostante la coraggiosa resistenza dei suoi abitanti.
Nel 1557 la Valdambra con Montebenichi entrò a far parte del Granducato di Toscana affidato ai Medici. In tale periodo signore di Montebenichi era Gregorio di Benedetto Stendardi, in seguito noto come Capitan Goro, condottiero di ventura al servizio del granduca. Oltre ad essersi distinto in numerose imprese guerresche, Capitan Goro è ricordato soprattutto per l'eroismo dimostrato nella battaglia di Gavinana nell'agosto 1530 quando fece scudo con il suo corpo a Francesco Ferrucci.
Nei secoli successivi la fortezza venne gradualmente trasformata in una serie di abitazioni ad uso di famiglie di contadini. Il patronato degli Stendardi, discendenti di capitan Goro, su Montebenichi rimase fino al 1860. 

## Monumenti e luoghi d'interesse

### Architetture religiose
- Pieve di Santa Maria Assunta in Altaserra, di probabile origine paleocristiana.
- Oratorio di San Francesco, poco fuori da Montebenichi, fu costruita nel 1605 da Francesco, uno dei figli di Capitan Goro.
- Oratorio di Santa Brigida, all'interno del borgo, neogotico

### Architetture militari
- Castello di Capitan Goro (Palazzo Stendardi), costruito come nuova residenza fuori dalla fortezza nella seconda metà del XVI secolo.
- Castelletto di Montebenichi, originariamente cassero della fortezza, ristrutturato in stile neogotico ai primi del 1900 dal pittore Salvadore Malesci, oggi residenza storica, visitabile su appuntamento.

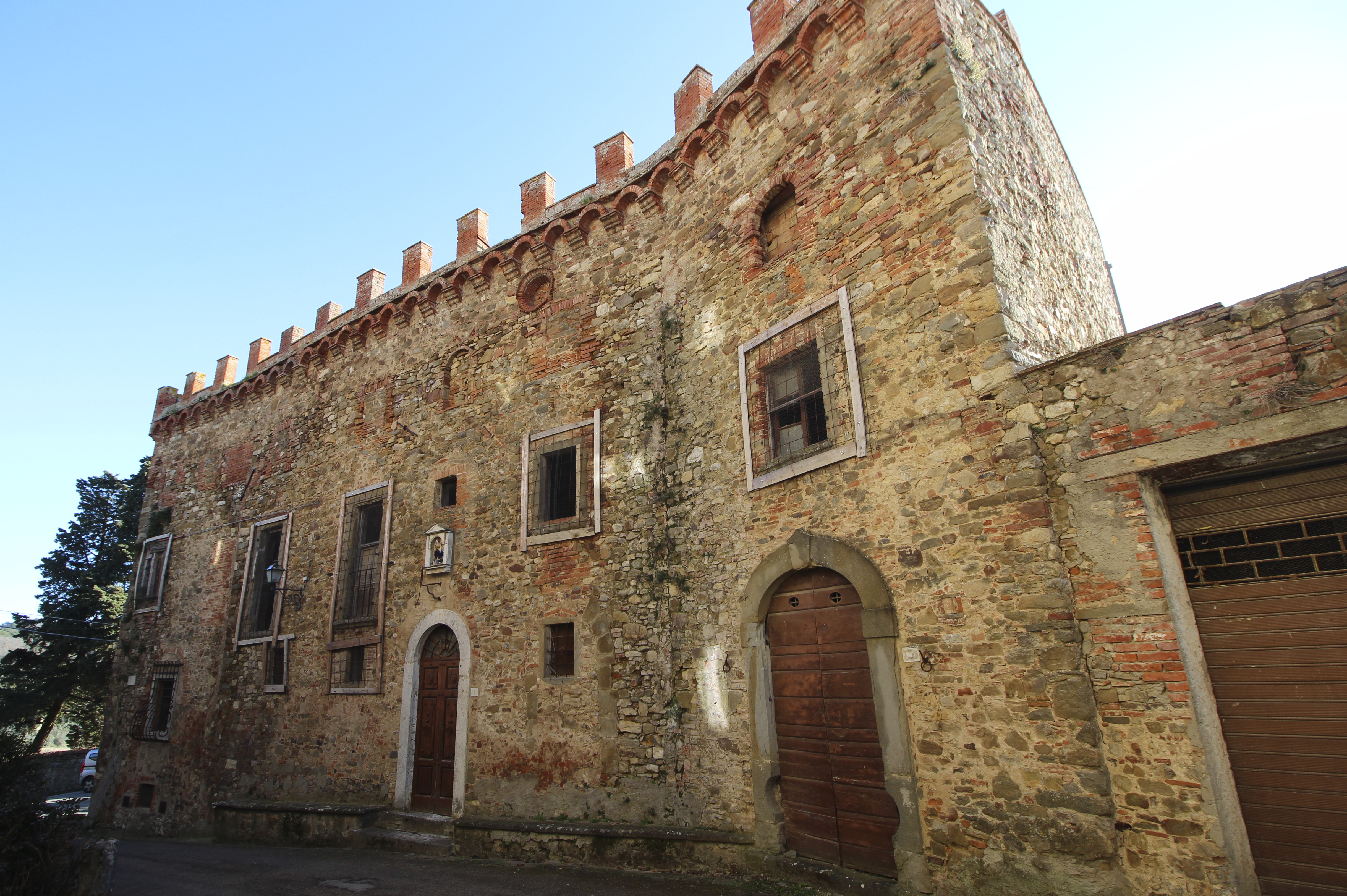
Il palazzo Stendardi
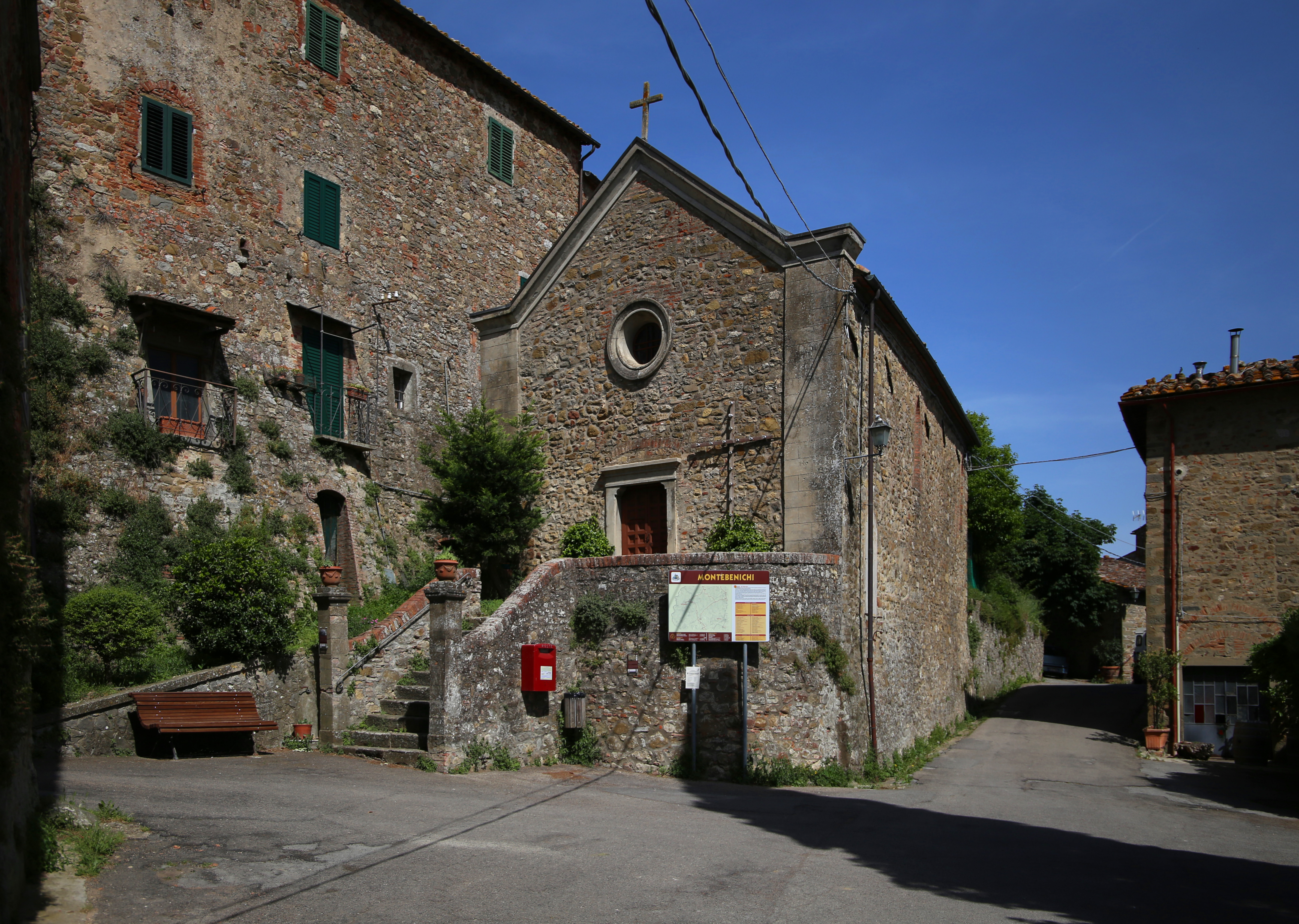
La chiesa di Santa Brigida
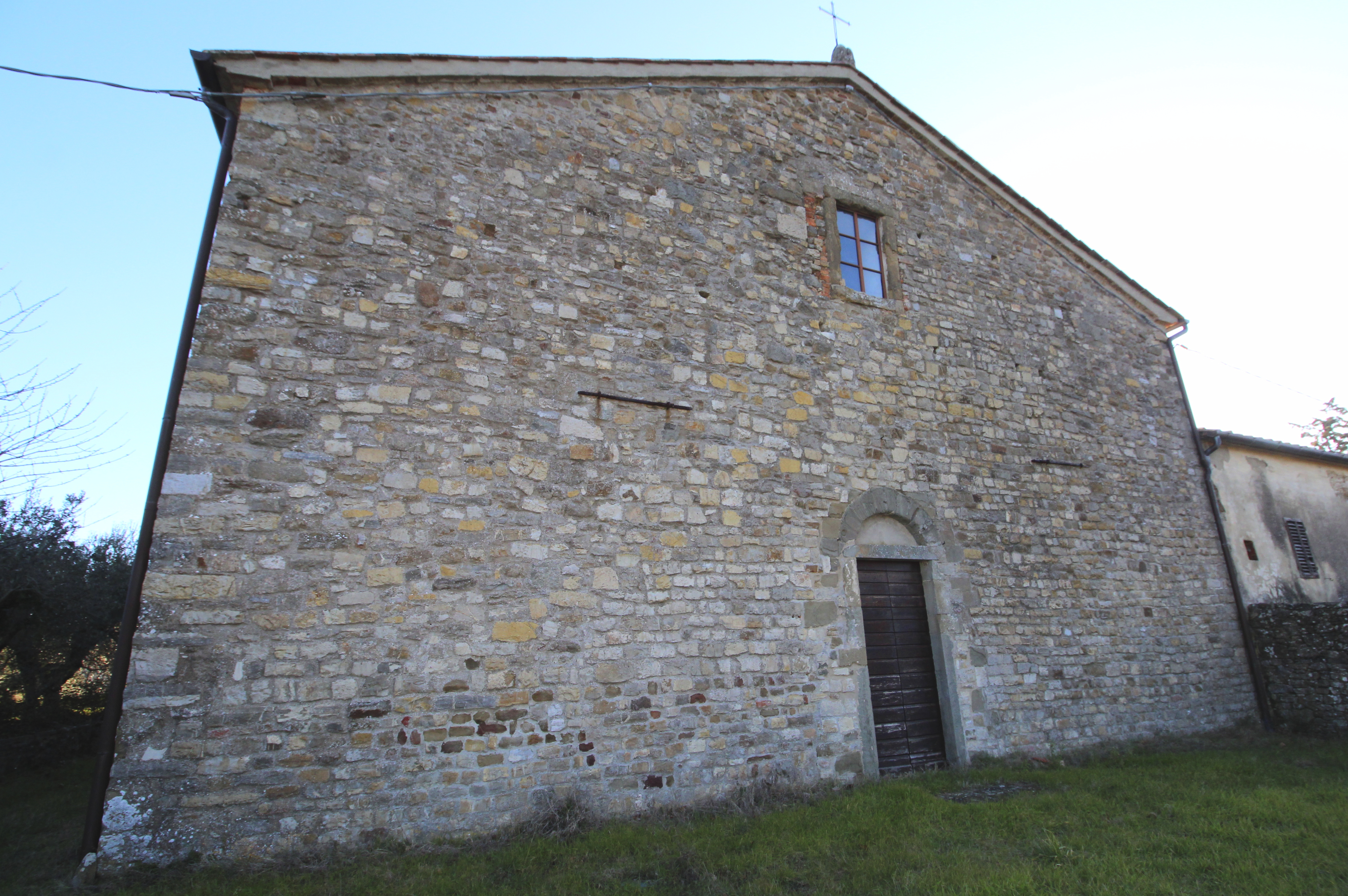
La pieve di Santa Maria Assunta in Altaserra
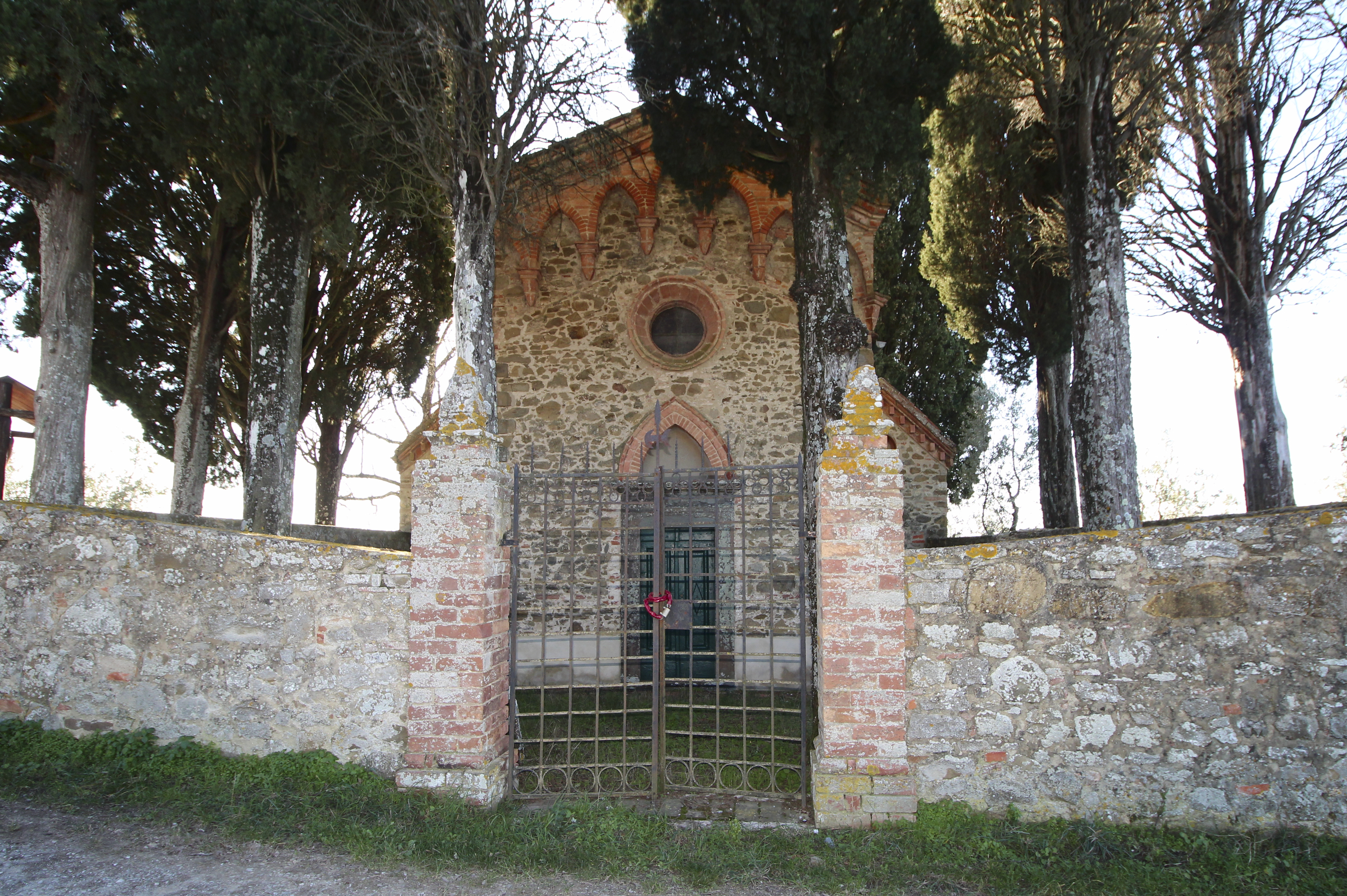
La cappella di San Francesco